# Umi (Iran)
Pour les articles homonymes, voir Umi.
Umi (en perse : اومي, romanisé en Ūmī ou Īmī) est un village iranien.
Au recensement de 2006 la population était de 627 habitants, répartis dans 167 familles